# Homer and Jethro

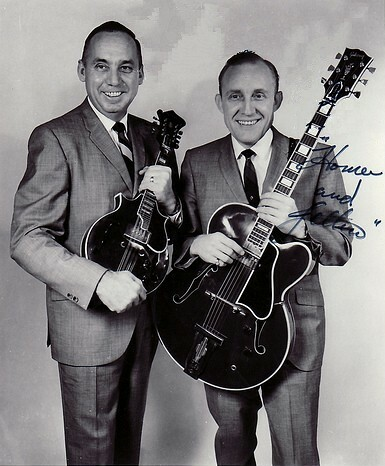
Homer and Jethro

Homer and Jethro waren ein aus Henry ‚Homer‘ D. Haynes und Kenneth ‚Jethro‘ C. Burns bestehendes Country-Duo aus Knoxville, Tennessee, welches für seine satirischen Versionen bekannter Country-Songs bekannt war.

## Geschichte
Haynes und Burns lernten sich 1932 während der WNOX-Sendung Mid-Day Merry-Go-Round in Knoxville, Tennessee, kennen. Programmdirektor Lowell Blanchard führte die beiden 16-Jährigen aus zwei unterschiedlichen Bands zusammen. Als Blanchard die Namen der Musiker während einer Sendung im Jahr 1936 vergaß, kündigte er das Duo mit Homer und Jethro an.
Während des Zweiten Weltkriegs dienten die Musiker getrennt voneinander bei der US-Marine. Während Hayes in Europa stationiert war, wurde Jethro im Pazifischen Raum eingesetzt. Die beiden kamen 1945 in Knoxville wieder zusammen und begannen zwei Jahre später wieder im Radio aufzutreten. Außerdem arbeiteten sie bei King Records als Studiomusiker und veröffentlichten ihre ersten Singles. 1949 folgte der Wechsel zu RCA Records.
Mit ihrer, gemeinsam mit June Carter gesungenen Version des Popsongs Baby, It’s Cold Outside gelang dem Duo 1949 ein erster Charteintritt. 1960 wurden die Musiker als Werbegesichter für Kellogg’s Corn Flakes engagiert und drehten mehrere Werbespots. Homer and Jethro veröffentlichten in ihrer Karriere über 30 Alben und 100 Singles.
Haynes verstarb 1971 an den Folgen eines Herzinfarkts. Nach dem Tod von Haynes versuchte Burns, das Duo, kurzfristig mit dem Gitarristen Ken Eidson, weiterzuführen. Burns starb 1989 an Krebs.

## Auszeichnungen
Bei den Grammy Awards 1960 gewann das Duo für den Titel The Battle of Kookamonga einen Grammy für die Beste musikalische Comedy-Darbietung. 2001 wurden Homer and Jethro postum in die Country Music Hall of Fame aufgenommen.

## Diskografie

### Singles
| Jahr | Titel Album                                | Höchstplatzierung, Gesamtwochen, AuszeichnungChartplatzierungen (Jahr, Titel, Album, Platzierungen, Wochen, Auszeichnungen, Anmerkungen) | Höchstplatzierung, Gesamtwochen, AuszeichnungChartplatzierungen (Jahr, Titel, Album, Platzierungen, Wochen, Auszeichnungen, Anmerkungen) | Anmerkungen     |
| Jahr | Titel Album                                | US | Country | Anmerkungen     |
| ---- | ------------------------------------------ | --- | --- | --------------- |
| 1949 | I Feel That Old Age Creeping On            | US—US | Country14 (… Wo.)Country |                 |
| 1949 | Baby, It’s Cold Outside                    | US22 (… Wo.)US | Country9 (… Wo.)Country | mit June Carter |
| 1949 | Tennessee Border – No. 2                   | US—US | Country14 (… Wo.)Country |                 |
| 1953 | (How Much Is) That Hound Dog in the Window | US17 (… Wo.)US | Country2 (… Wo.)Country |                 |
| 1954 | Hernando’s Hideaway                        | Country14 (… Wo.)Country | |                 |
| 1959 | The Battle of Kookamonga                   | US14 (10 Wo.)US | Country26 (… Wo.)Country |                 |
| 1960 | Please Help Me, I’m Falling                | US101 (… Wo.)US | Country—Country |                 |
| 1964 | I Want to Hold Your Hand                   | US—US | Country49 (… Wo.)Country |                 |

### Alben
- 1952: Homer And Jethro fracture Frank Loesser
- 1957: Barefoot Ballads
- 1959: Life Can Be Miserable
- 1959: Musical Madness
- 1960: At the Country Club
- 1961: Songs my Mother never sang
- 1962: Playing It Straight
- 1964: Cornfucius Say
- 1969: Homer & Jethro's Next Album